# Uso (Berg)
Der Uso ist ein osttimoresischer Berg im Verwaltungsamt Bobonaro (Gemeinde Bobonaro). Er befindet sich nördlich des Dorfes Oeleo, in der Aldeia Oeleo Taz (Suco Oeleo). Der Uso hat eine Höhe von 1016 m.